# Cupressus macnabiana
Espèce
Classification phylogénétique
Statut de conservation UICN

LCIUCN3.1 : Préoccupation mineure
Cupressus macnabiana (cyprès de MacNab ou cyprès de Shasta) est une espèce de plantes de la famille des Cupressaceae. C'est un arbuste ou un petit arbre endémique de Californie, dans l'ouest de l'Amérique du Nord.

## Distribution
Cupressus macnabiana est un cyprès endémique du nord de la Californie. Il est l'un des cyprès indigènes de Californie les plus largement distribués. Le cyprès de MacNab est souvent associé aux sols ultramafiques.

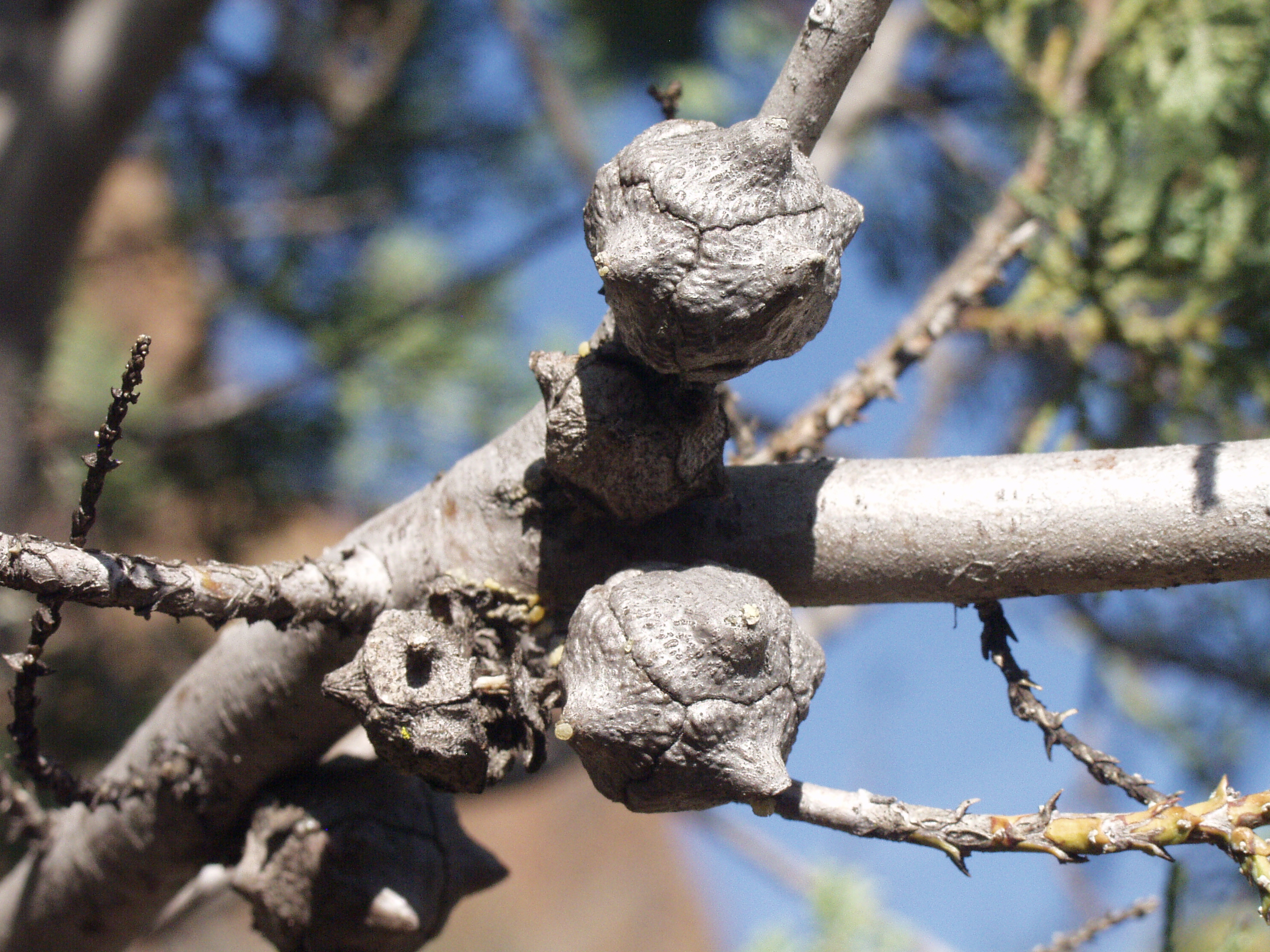
notez les "cornes" proéminentes (umbos) sur les deux bractées coniques supérieures.

## Description
Cupressus macnabiana est un arbuste ou un petit arbre à feuilles persistantes, de 3 à 12 mètres (rarement à 17 mètres) de haut, avec une cime étalée souvent plus large que haute. Le feuillage est produit en jets plats denses et courts (contrairement à la plupart des autres cyprès de Californie, qui n'ont pas de jets aplatis), gris-vert glauque brillant, avec un fort parfum épicé et résineux. Les feuilles sont en forme d'écailles, 1–2 mm de long avec un sommet aigu et une glande résineuse blanche bien visible au centre de la feuille. Les jeunes semis produisent des feuilles en forme d'aiguille jusqu'à 10 mm de long dans leur première année.
Les cônes de graines sont oblongs-ovoïdes à cuboïdes, 15–25 mm de long et 13–20 mm de large, avec six (rarement quatre ou huit) écailles, chaque écaille portant un umbo proéminent ; ils sont fortement sérotineux, ne s'ouvrant pas pour libérer les graines jusqu'à ce que l'arbre parent soit tué par un incendie de forêt. Cela permet à une forte libération de graines de coloniser le sol nu et dégagé par le feu. Les cônes de pollen sont 3–4 mm de long et libèrent leur pollen à l'automne.